# Lentigny
Lentigny este o comună în departamentul Loire din sud-estul Franței. În 2009 avea o populație de 1.528 de locuitori.

## Evoluția populației
| An        | 1975  | 1982  | 1990  | 1999  | 2006  | 2009  |
| --------- | ----- | ----- | ----- | ----- | ----- | ----- |
| Populație | 1.010 | 1.311 | 1.411 | 1.351 | 1.395 | 1.528 |